# Home Oil Tower
Home Oil Tower è uno dei due grattacieli gemelli del complesso commerciale di Calgary, Alberta, Canada.

## Caratteristiche
L'edificio, alto 137 metri e con 34 piani condivide il rivestimento esterno e la planimetria con il grattacielo gemello, la Dome Tower, ma la pianta degli edifici è differente avendo la Home Oil Tower una pianta a forma di quadrilatero irregolare e non di retteangolo.